# Globularia repens
Globularia repens är en grobladsväxtart som beskrevs av Jean-Baptiste de Lamarck. Globularia repens ingår i släktet bergskrabbor, och familjen grobladsväxter. Inga underarter finns listade i Catalogue of Life.

## Bildgalleri

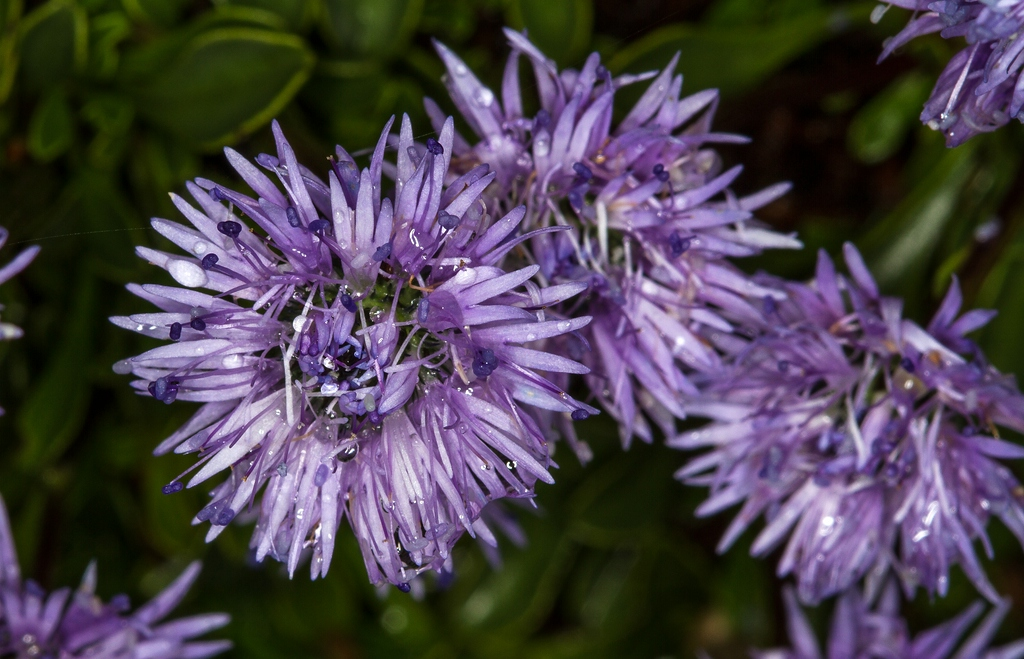
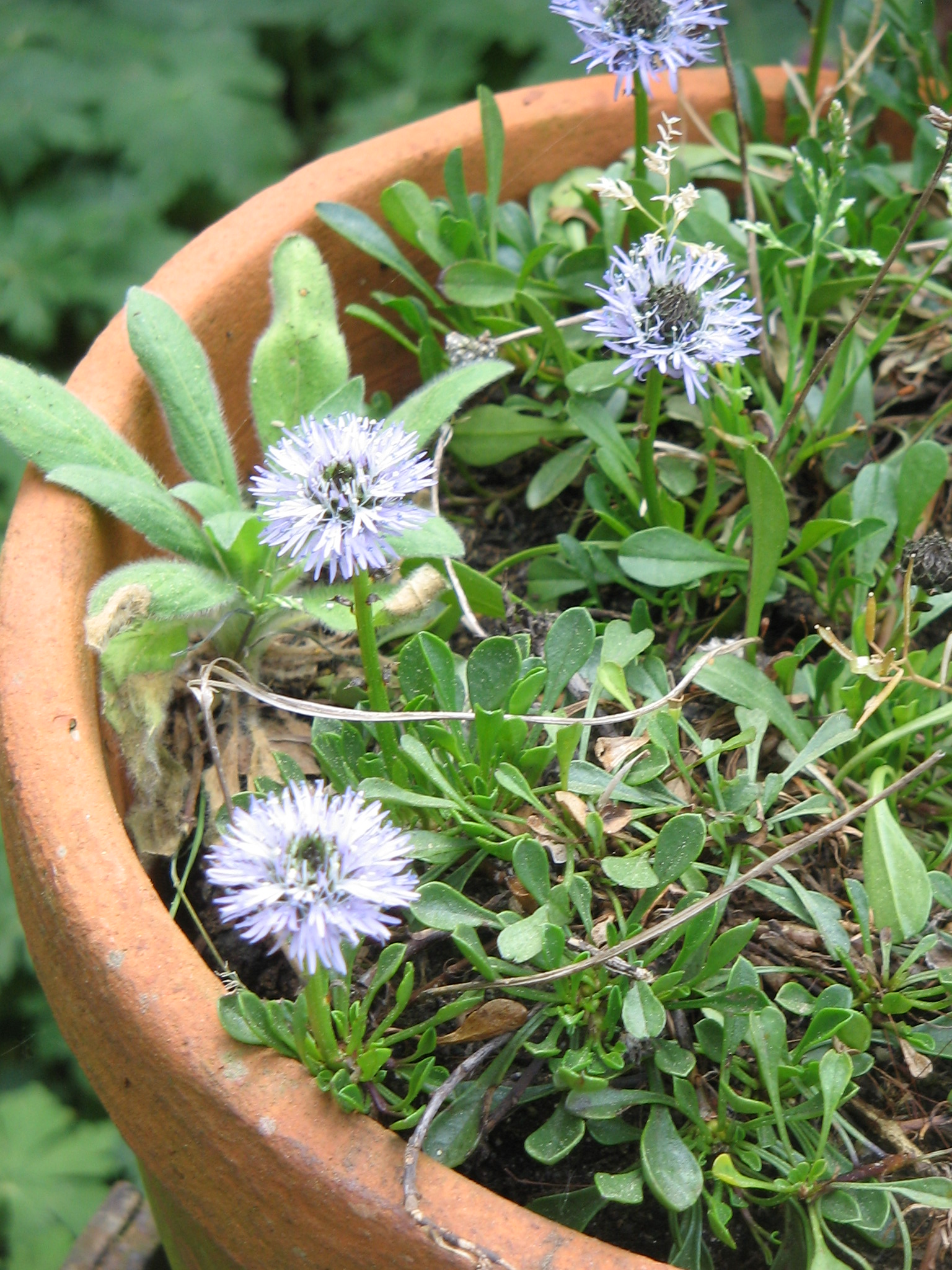
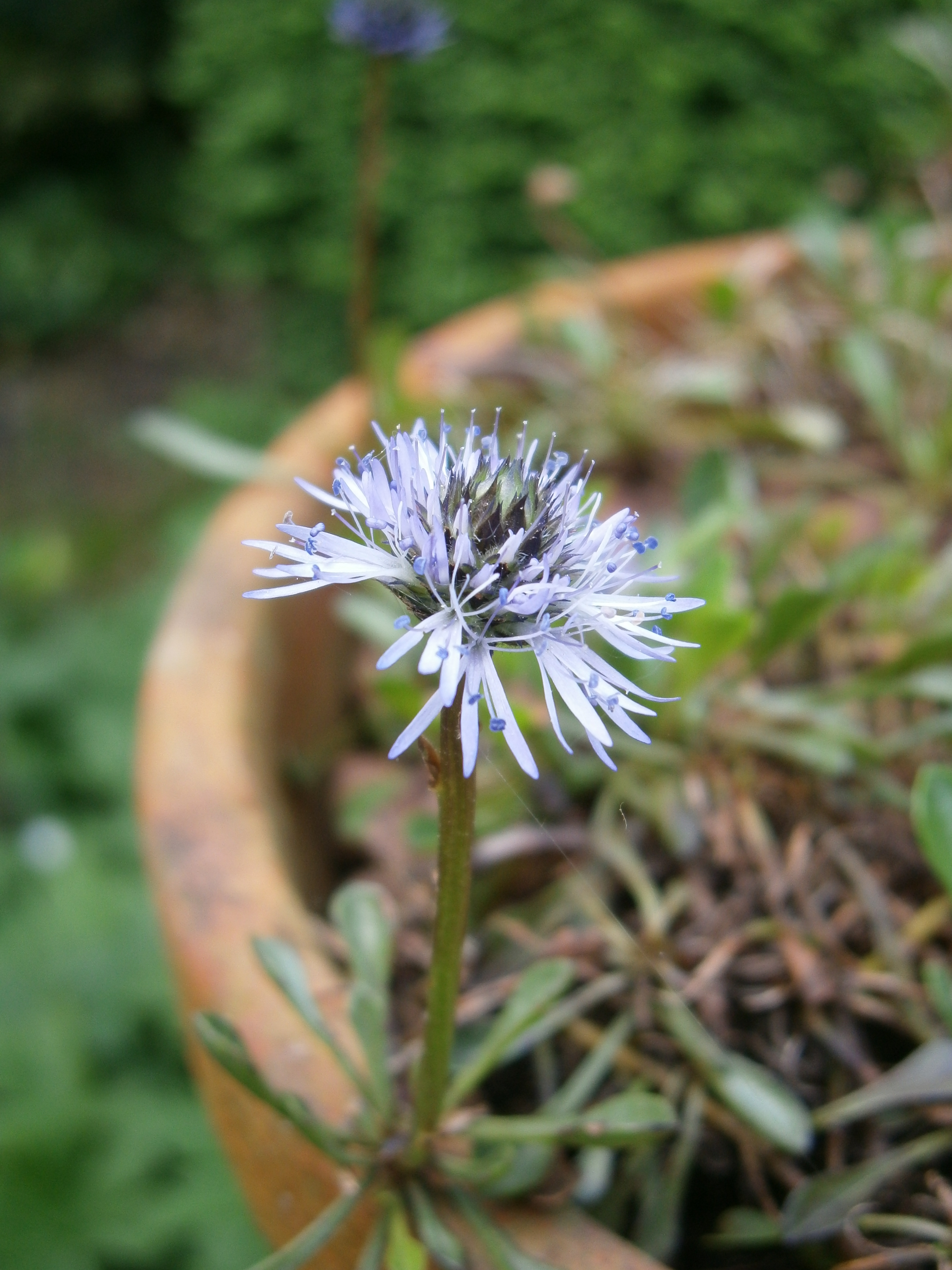
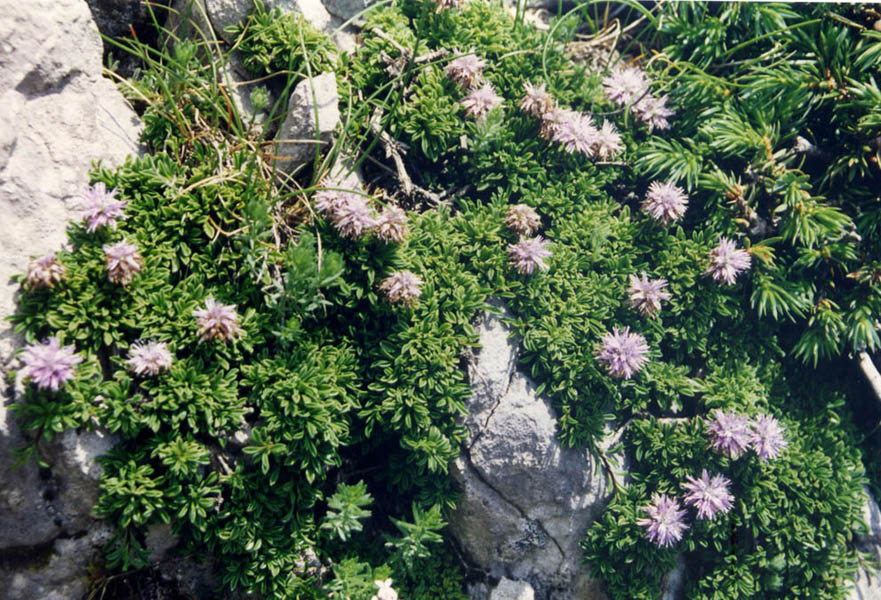
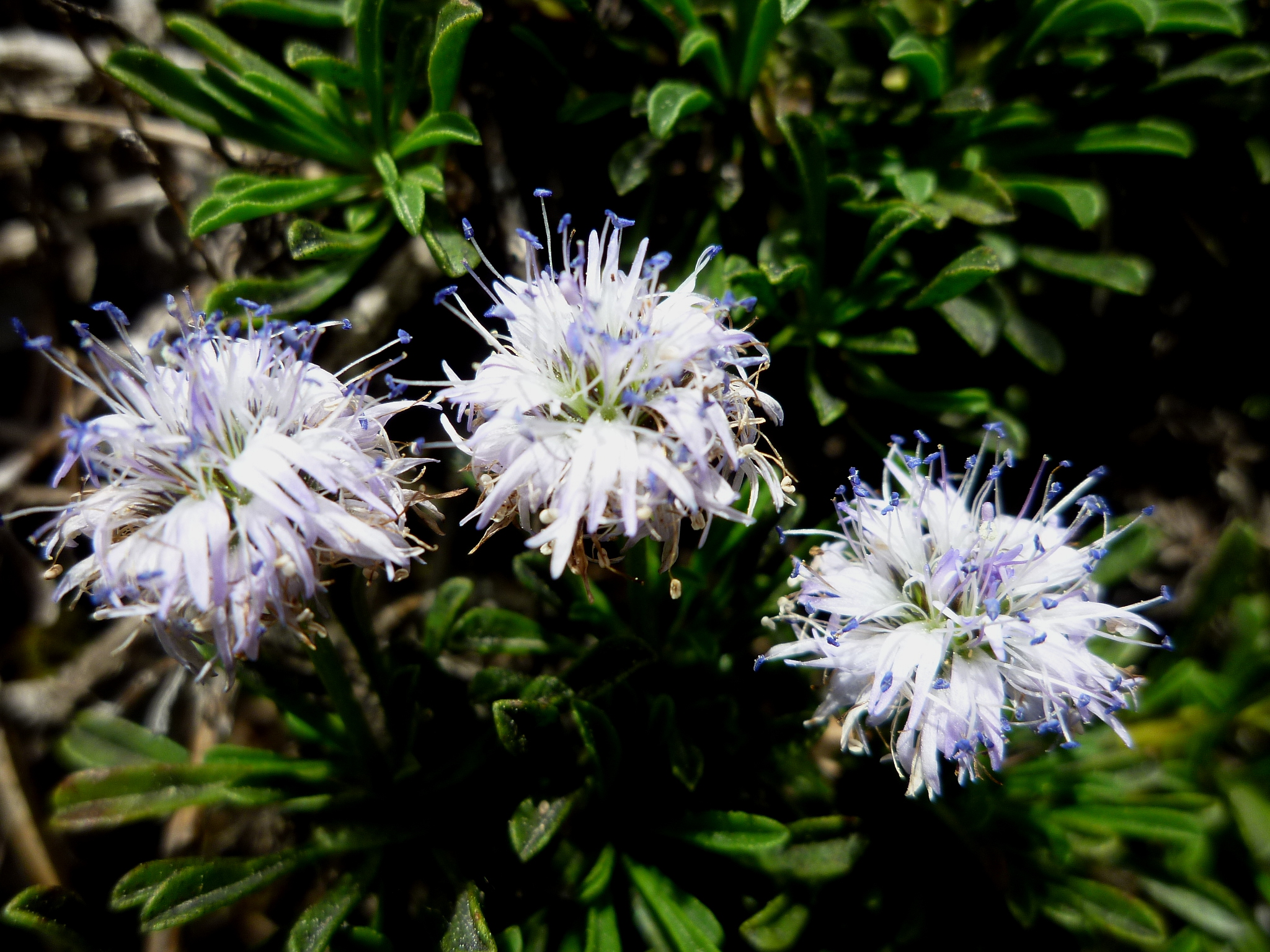
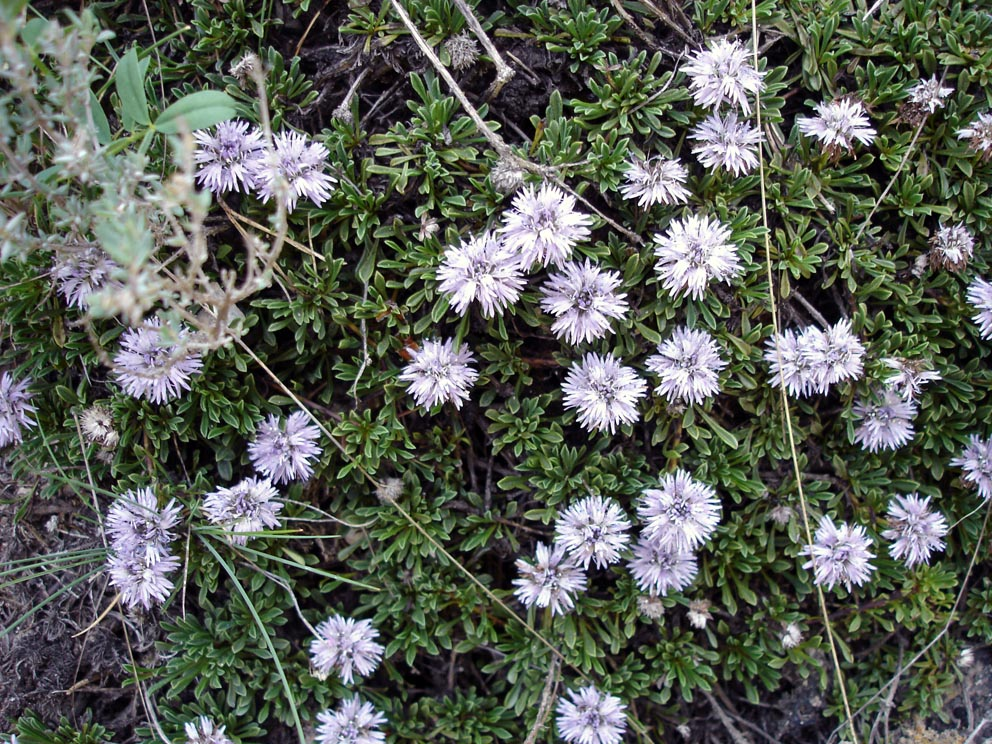